# 劉易斯頓 (加利福尼亞州)
劉易斯頓（英語：Lewiston）是位於美國加利福尼亞州三一縣的一個人口普查指定地區。

## 地理
劉易斯頓的座標為40°41′57″N 122°48′38″W / 40.69917°N 122.81056°W，而該地最高點為海拔高度553米（即1814英尺）。

## 人口
根據2010年美國人口普查的數據，劉易斯頓的面積為51.824平方千米，當中陸地面積為51.824平方千米，而水域面積為0.000平方千米。當地共有人口1193人，而人口密度為每平方千米23人。